# توبوتاما (مونیسیپالیتی)
توبوتاما (مونیسیپالیتی) (به اسپانیایی: Tubutama (municipality)) یک منطقهٔ مسکونی در مکزیک است که در ایالت سونورا واقع شده‌است.